# Andrea Revueltas
Andrea Revueltas Peralta (* 19. September 1938 in Mexiko-Stadt; † 20. Februar 2010 ebenda) war eine Philosophin und mexikanische Politikwissenschaftlerin. Sie war an der Gründung der Abteilung für Sozial- und Geisteswissenschaften an der Nationalen Autonomen Universität von Mexiko beteiligt, wo sie mehr als dreißig Jahre lang tätig war. Sie veröffentlichte gemeinsam mit ihrem Partner Philippe Cheron die sechsundzwanzig Bände des Gesamtwerks des mexikanischen Schriftstellers José Revueltas, ihres Vaters.

## Biographie
Andrea Revueltas wurde in Mexiko-Stadt als Tochter von José Revueltas und Olivia Peralta geboren. Sie studierte Philosophie an der Nationalen Autonomen Universität von Mexiko. Nach dem Massaker von Tlatelolco und der blutigen Unterdrückung der Studentenbewegung in Mexiko, bei der auch ihr Vater als intellektueller Urheber inhaftiert wurde, floh sie nach Frankreich. Dort studierte sie unter anderem an der Universität Paris 8 und promovierte über den modernen mexikanischen Staat.
Nach ihrer Rückkehr nach Mexiko unterrichtete sie Philosophie, Geschichte und Politik an verschiedenen Universitäten in Mexiko, Polen, Frankreich und Spanien.
2006 wurde ein Interview von ihr über das Massaker von Tlatelolco veröffentlicht, in welchem sie ihre Erfahrungen mit der Studentenbewegung und die Auswirkungen des 2. Oktober 1968 auf ihr persönliches Leben schildert.

## Nachweise
1. ↑  M68: Ciudadanías en movimiento. Abgerufen am 15. Dezember 2021 (spanisch).

| Personendaten    | Personendaten                                         |
| ---------------- | ----------------------------------------------------- |
| NAME             | Revueltas, Andrea                                     |
| ALTERNATIVNAMEN  | Revueltas Peralta, Andrea (vollständiger Name)        |
| KURZBESCHREIBUNG | mexikanische Politikwissenschaftlerin und Philosophin |
| GEBURTSDATUM     | 19. September 1938                                    |
| GEBURTSORT       | Mexiko-Stadt                                          |
| STERBEDATUM      | 20. Februar 2010                                      |
| STERBEORT        | Mexiko-Stadt                                          |